# Габерман, Гуго фон
Гу́го фон Га́берман, фрайхер Хуго Йозеф Антон фон Хаберман (нем. Hugo Joseph Anton Freiherr von Habermann; 14 июня 1849, Диллинген-ан-дер-Донау, Бавария — 27 февраля 1929, Мюнхен, Бавария) — немецкий рисовальщик и живописец, известный своими портретами в необычной технике соединения темперы или гуаши и пастели. Называется также Старшим в отличие от своего племянника, тоже художника, Гуго фон Габермана Младшего (1899—1981)

## Биография

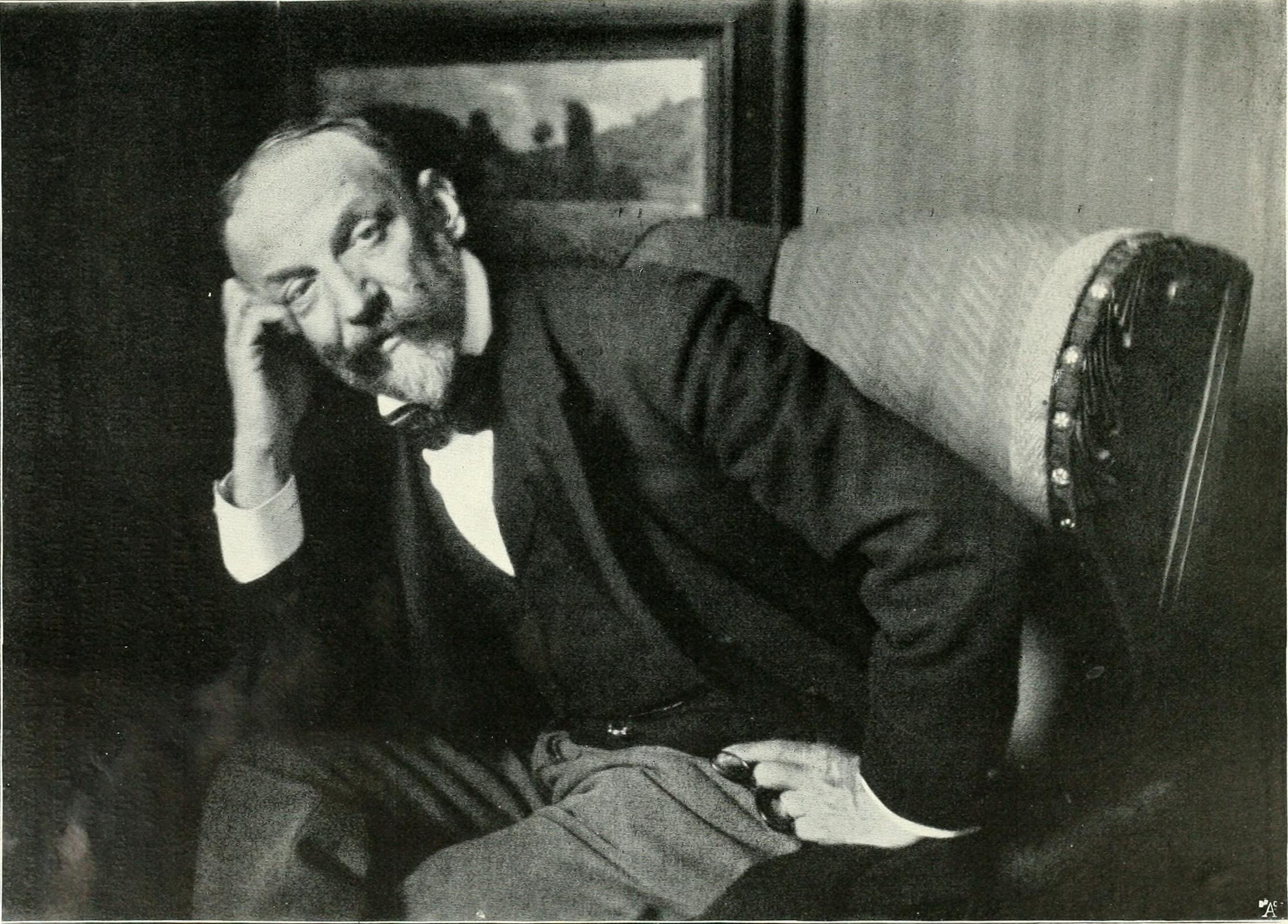
Ф. Матис-Мазурен. Портрет Гуго фон Габермана. 1899

Гуго фон Габерман Старший родился в аристократической семье барона Филиппа Фрейхера фон Габермана и его супруги Паулины, урождённой графини Лейтрум фон Эртинген, в Диллингене на Дунае. В 1858 году семья переехала в Мюнхен и Гуго посещал Гимназию Людвига (Ludwigsgymnasium). В 1862 году он стал учеником самой выдающейся городской гимназии имени Вильгельма (Wilhelmsgymnasium), а также брал уроки рисунка и живописи. В 1868 году Гуго стал по желанию отца изучать юриспруденцию, но учился без особого энтузиазма и всё свободное время уделял рисованию.
В 1870 году Гуго фон Габерман офицером участвовал во Франко-прусской войне, в том же году написал свою первую большую картину. В 1871 году окончательно оставил юриспруденцию и обратился к художественному творчеству. По возвращении в Мюнхен Гуго фон Габерман в ноябре в 1871 года поступил в Мюнхенскую академию изобразительных искусств. С 1874 года был учеником директора Академии, художника Карла Теодора фон Пилоти. В 1878 году вступил в мюнхенский Союз художников, и впервые выставил свои работы. Закончил учёбу в 1879 году и открыл собственную художественную мастерскую на Финдлингштрассе 28 в Мюнхене.
В 1880 году, совместно с художниками Фрицем фон Уде и Бруно Пигльхайном (своим соседом), открыл частную художественную школу, однако вскоре её пришлось закрыть из-за недостатка учеников. В том же году вступил в художественное общество Аллотрия — организацию «революционных художников», которая должна была стать предшественником Мюнхенского Сецессиона. На выставке в мюнхенском Стеклянном дворце (нем. Glaspalast) был удостоен Золотой медали за картину «Консультация (Больной ребёнок)» (1886). На Всемирной выставке 1897 года, проходившей в Брюсселе, Луитпольд, принц-регент Баварии за понравившуюся ему картину «Саломея» назвал Гуго фон Габермана «королевским баварским профессором».
Гуго фон Губерман входил в правление Немецкой ассоциации художников (Deutschen Künstlerbund). В 1892 году Габерман был среди учредителей организации Берлинский сецессион. В 1905 году назначен профессором Мюнхенской академии, а в 1909 году стал кавалером Баварского ордена Максимилиана за достижения в науке и искусстве.
В этот период он открыл для себя испанского художника Эль Греко, что очевидно повлияло на стиль и беглую и свободную манеру его живописи близкую импрессионизму, а также предвещающие характерные черты искусства модерна. Габерман использовал оригинальную технику: он начинал писать темперой или гуашью по картону, а затем дорабатывал изображение, прорисовывая детали пастелью.
В 1922 году он женился на своей давней модели и спутнице Ольге Гесс. Два года спустя вышел на пенсию, а в следующем году получил орден Pour le Mérite («За заслуги») от Пауля фон Гинденбурга, рейхспрезидента Германии.
Преподавал живопись в Академии, имел многочисленных учеников. Его здоровье начало ухудшаться в 1928 году, и он переехал в свою студию, оставался отшельником до своей смерти в Мюнхене 27 февраля 1929 года.

## Галерея

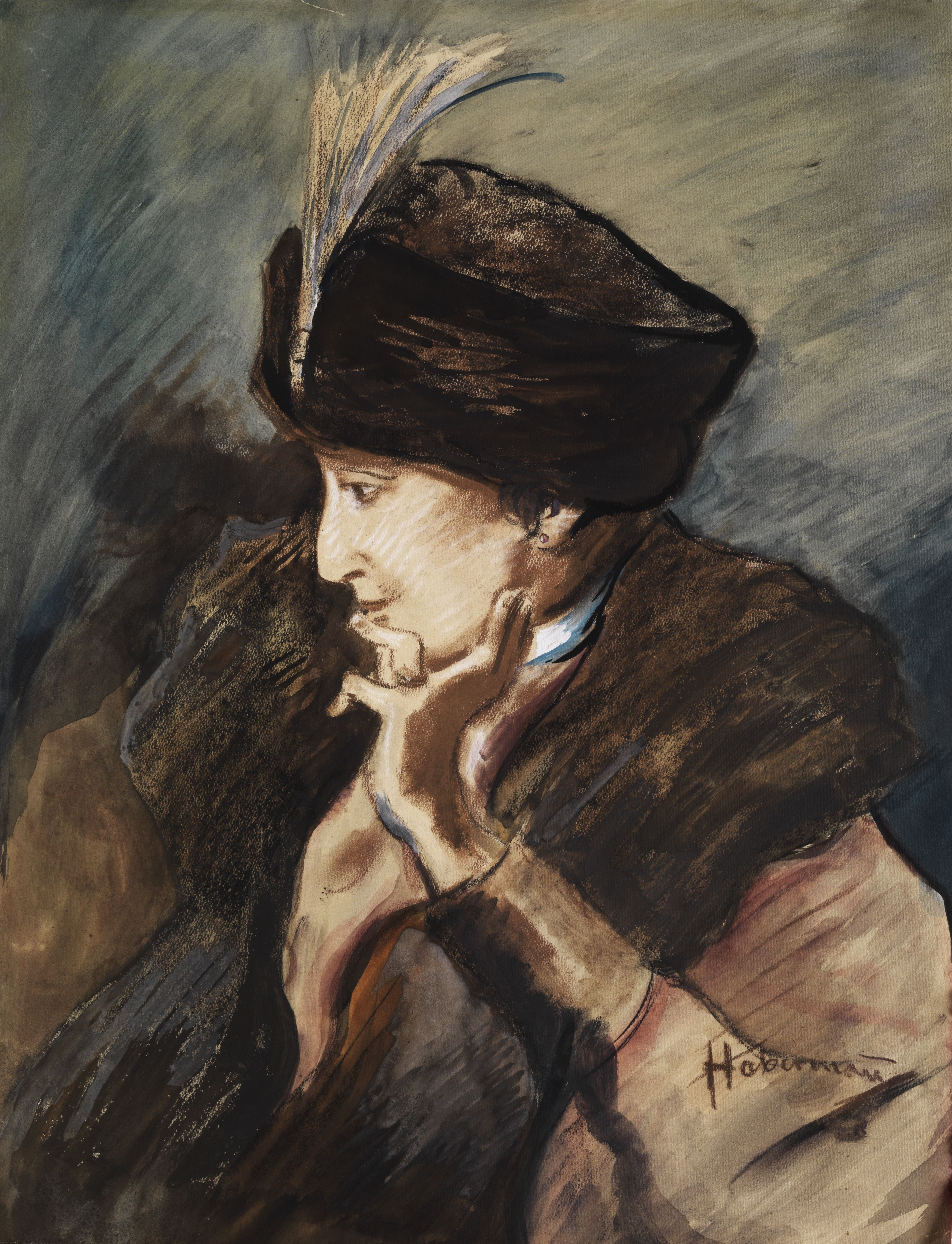
Портрет молодой женщины в шляпе с пером. Картон, темпера, пастель
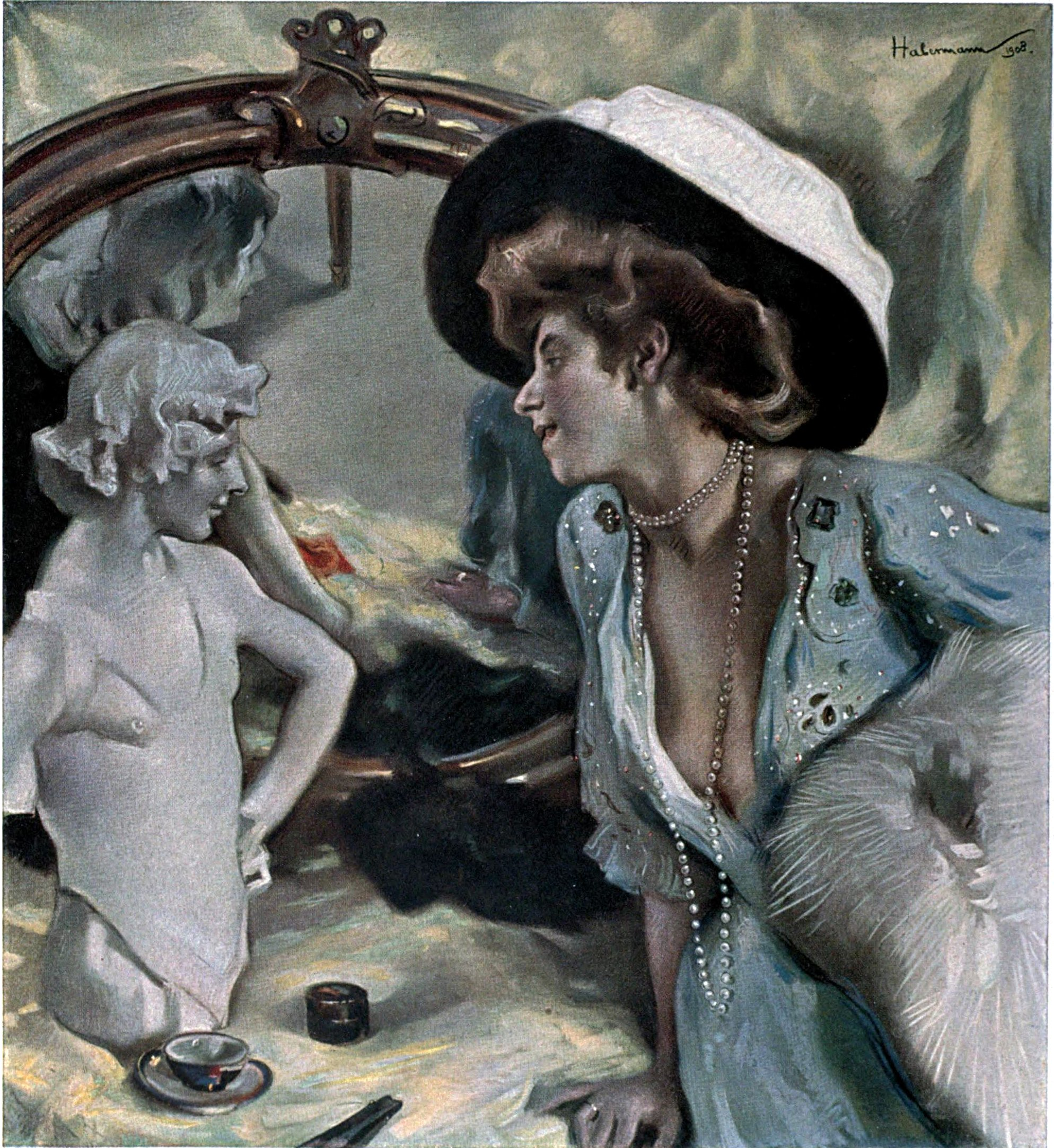
Портрет женщины. 1908. Пастель
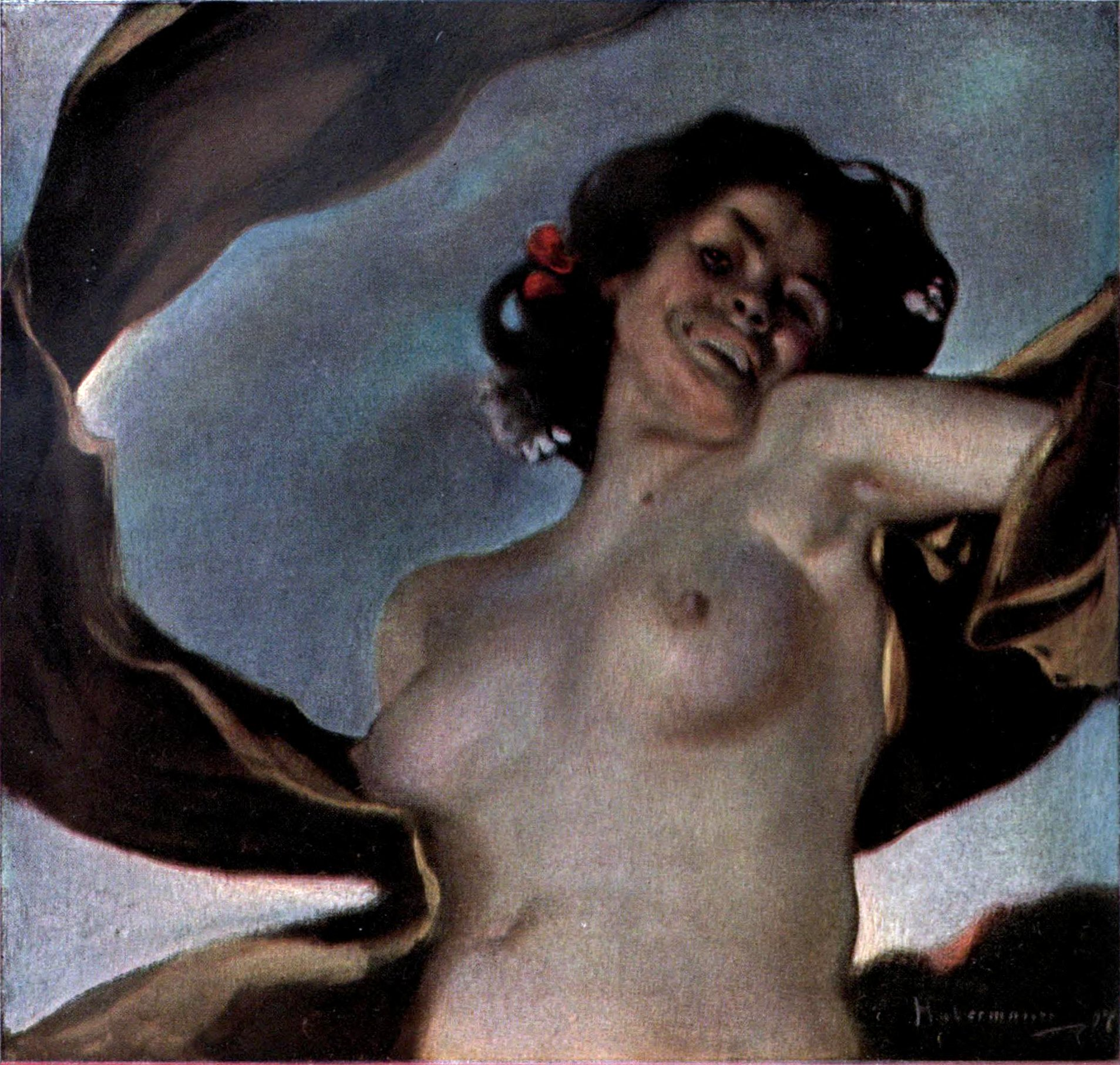
Вакханка
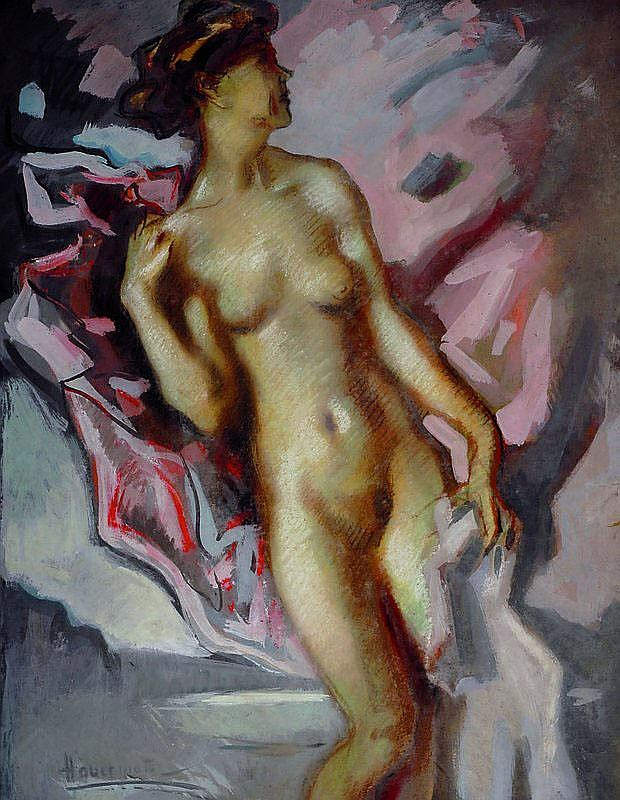
Женский акт. Картон, гуашь, темпера
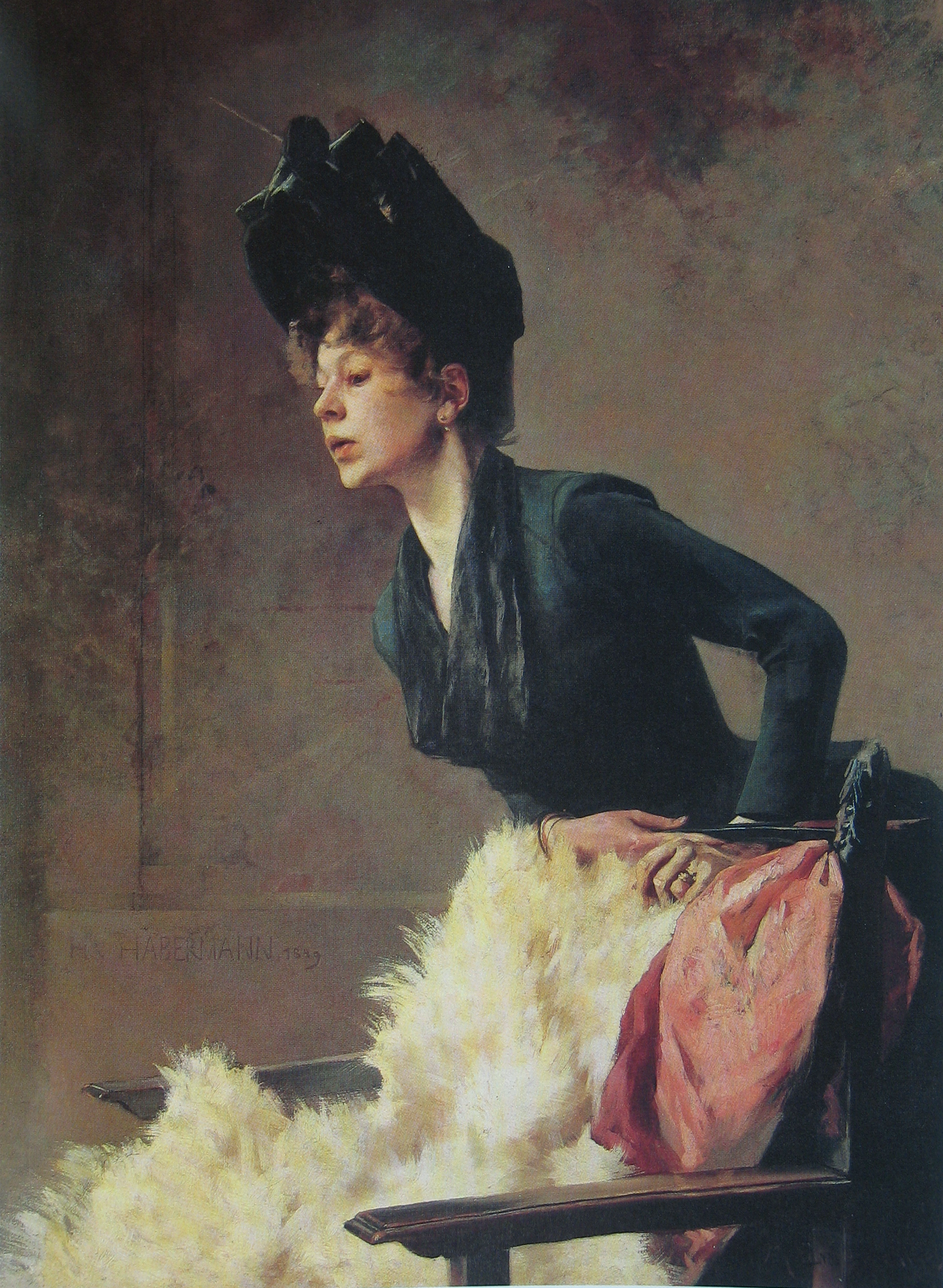
Молодая дама. 1889
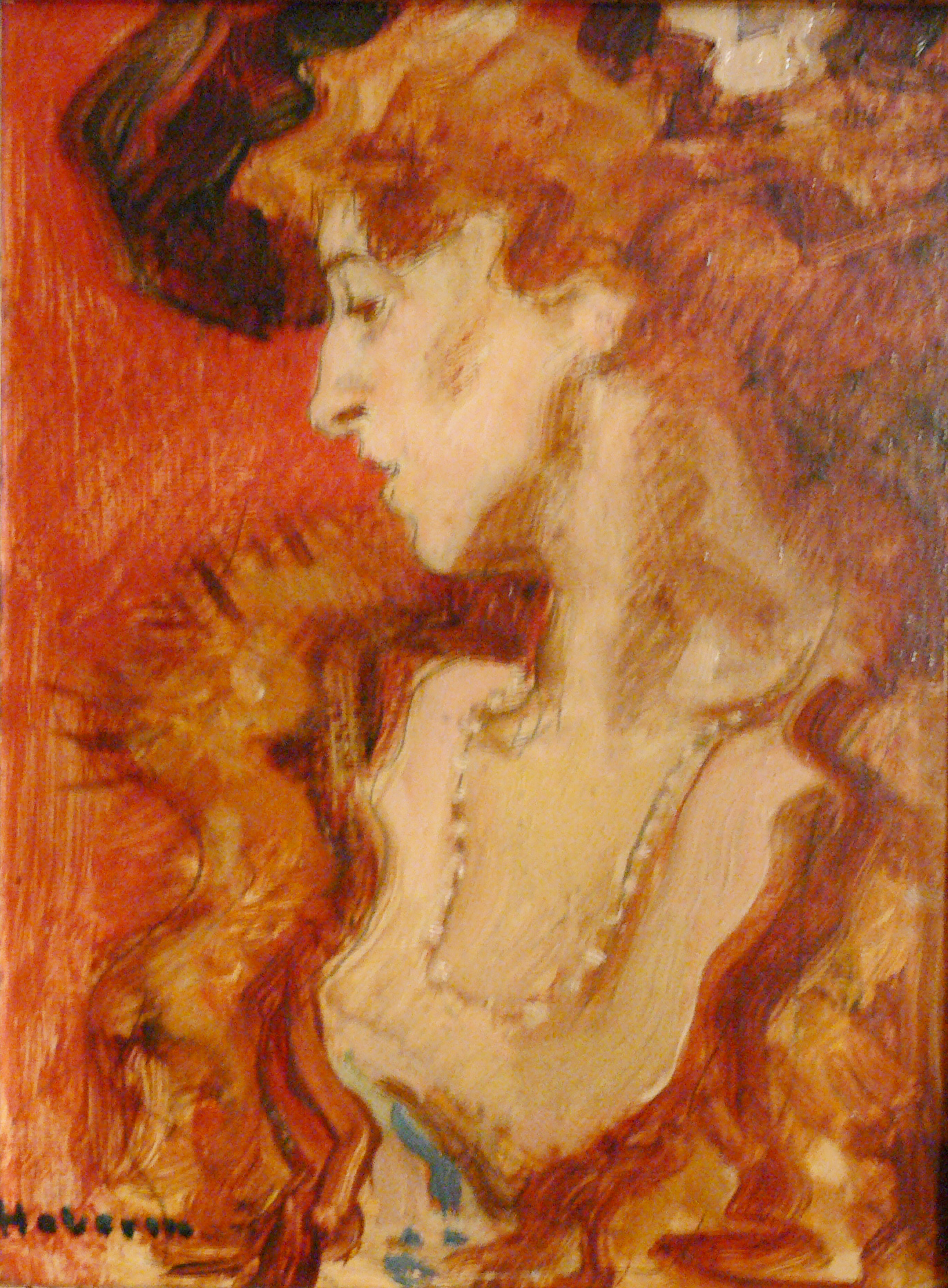
Женщина в красном. Холст, масло. Частное собрание